# Russell Meiggs
Pour les articles homonymes, voir Meiggs.
Russell Meiggs (20 octobre 1902 – 24 juin 1989) est un historien britannique spécialiste de l'Antiquité, connu pour ses travaux sur le site archéologique de la cité portuaire d’Ostie.

## Biographie
Il fait ses études au Christ's Hospital puis au Keble College d’Oxford. Il enseigne l’histoire ancienne au Balliol College d’Oxford de 1939 à 1970. Ses archives sont conservées à la bibliothèque du Balliol College.
Un volume de Mélanges a été publié à sa mémoire en 1996, sous la direction d'A. Gallina Zevi.

## Publications
- (en) The Athenian Empire (1972).
- (en) Roman Ostia (Oxford, Clarendon Press, 1960 ; 2e édition, 1973).
- (en) en collab. avec J. B. Bury, A History of Greece to the death of Alexander the Great (1978), plusieurs éditions.
- (en) Trees and timber in the ancient Mediterranean World, Oxford, Clarendon Press, 1982, 553 p.
- (en)  ed., A Selection of Greek historical inscriptions to the end of the fifth century B.C. (1988).